# Pitlessie
Pitlessie è un piccolo villaggio del Fife, Scozia, Regno Unito, situato a sudovest di Cupar lungo la strada che collega Cupar a Kettlebridge.
Si tratta di un piccolo conglomerato urbano a carattere residenziale la cui popolazione attiva svolge la propria attività lavorativa presso i centri vicini maggiori.